# Klasifikace evropských vnitrozemských vodních cest

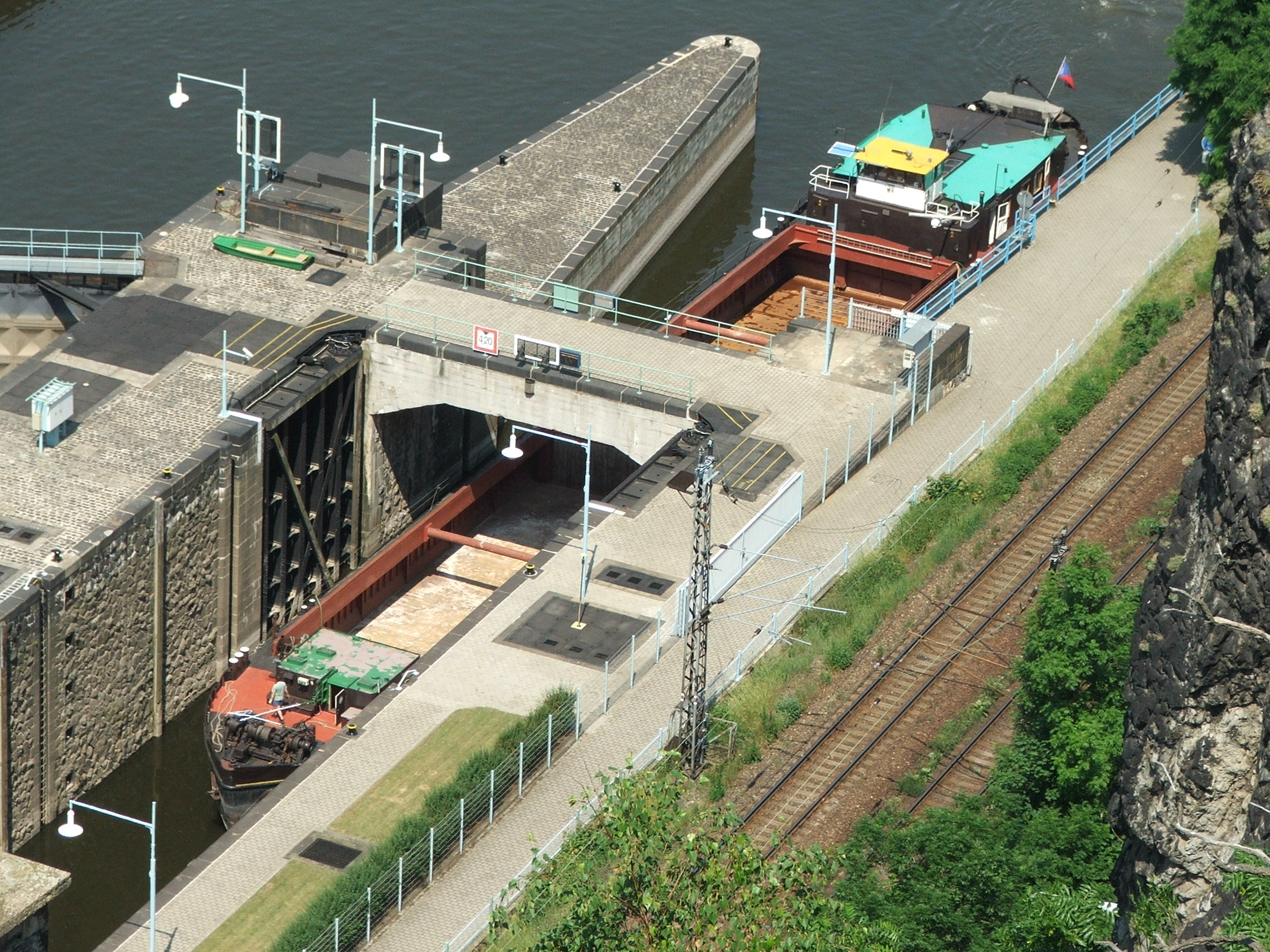
NML Labe vjíždí do malé komory Střekov na Labi

Klasifikace vnitrozemských vodních cest do kategorií slouží k rozlišení jednotlivých vodních cest podle maximálních rozměrů plavidla nebo sestavy plavidel (návrhové plavidlo), pro něž jsou na dané vodní cestě podmínky k bezpečnému a plynulému provozu. V průběhu 20. století se návrh hlavních kategorií vyvíjel, až byla 12. června 1992 Evropskou konferencí ministrů dopravy (CEMT) přijata jednotná Klasifikace evropských vodních cest.
Tato klasifikace zavádí rozdělení evropských vodních cest do hlavních tříd, označených římskými číslicemi I až VII, definuje minimální a cílové parametry plavebních staveb, minimální podjezdnou výšku mostů a doporučený ponor pro danou třídu. Platí, že při budoucích rekonstrukcích vodních cest dané kategorie by mělo být vždy dosaženo parametrů cílových.
Malé vodní cesty s parametry neodpovídající ani třídě I jsou označeny jako vodní cesty třídy 0.
CEMT definuje také rozdělení tříd vodních cest podle jejich významu na Vodní cesty místního významu, kam spadají kategorie I až III, a Vodní cesty mezinárodního významu, kam spadají ostatní kategorie IV až VII.
Jednotná klasifikace vnitrozemských vodních cest mezinárodního významu (třídy IV až VII) je i součástí Evropské dohody o hlavních vnitrozemských vodních cestách mezinárodního významu (dohoda AGN), která byla v České republice vyhlášena pod číslem 163/1999 Sb..

## Vodní cesty místního významu (regionální)
Vodní cesty místního významu (regionální vodní cesty) jsou malé vodní cesty umožňující proplavení menších plavidel. Jejich jednotlivé třídy prakticky odpovídají postupnému historickému vývoji velikosti plavidel v Evropě za posledních 200 let. Jde většinou o historické průplavy nebo úseky menších řek či horní toky řek větších. Nejsou pro nákladní plavbu nadále považovány za perspektivní a další rozvoj jejich sítě se nepředpokládá. V současnosti však stoupá jejich využití pro rekreační plavbu. Jejich členění je odvozeno od starší klasifikace vodních cest, přijaté CEMT v roce 1954 (Seilerova klasifikace vodních cest).

### Třída 0
Třída 0 je souhrnná třída, ve které jsou zařazeny všechny malé vodní cesty, jejichž parametry nevyhovují v daném regionu ani minimálním požadavkům pro třídu I. To vychází již z původní Seilerovy klasifikace. Jedná se například o historické anglické průplavy či malé vodní toky. Pro třídu 0 nejsou mezinárodní dohodou definovány žádné minimální požadavky na parametry vodní cesty nebo minimální velikost plavidel.
Naproti tomu je v České republice vyhláškou č. 222/1995 Sb. definována vodní cesta třídy 0 jako vodní cesta, určená pro osobní vodní dopravu a zajišťující proplavení plavidel rozměrů 20 × 5 metrů s ponorem 1,2 metru, což odpovídá maximálním přípustným rozměrům malého plavidla. Táž vyhláška pak pro tuto kategorii určuje též minimální parametry plavební dráhy, minimální rozměry plavebních komor a výslovně řadí do třídy 0 část řeky Moravy od ústí Bečvy po soutok s Dyjí, jakožto sledovanou vodní cestu dopravně významnou, využívanou .

### Třída I

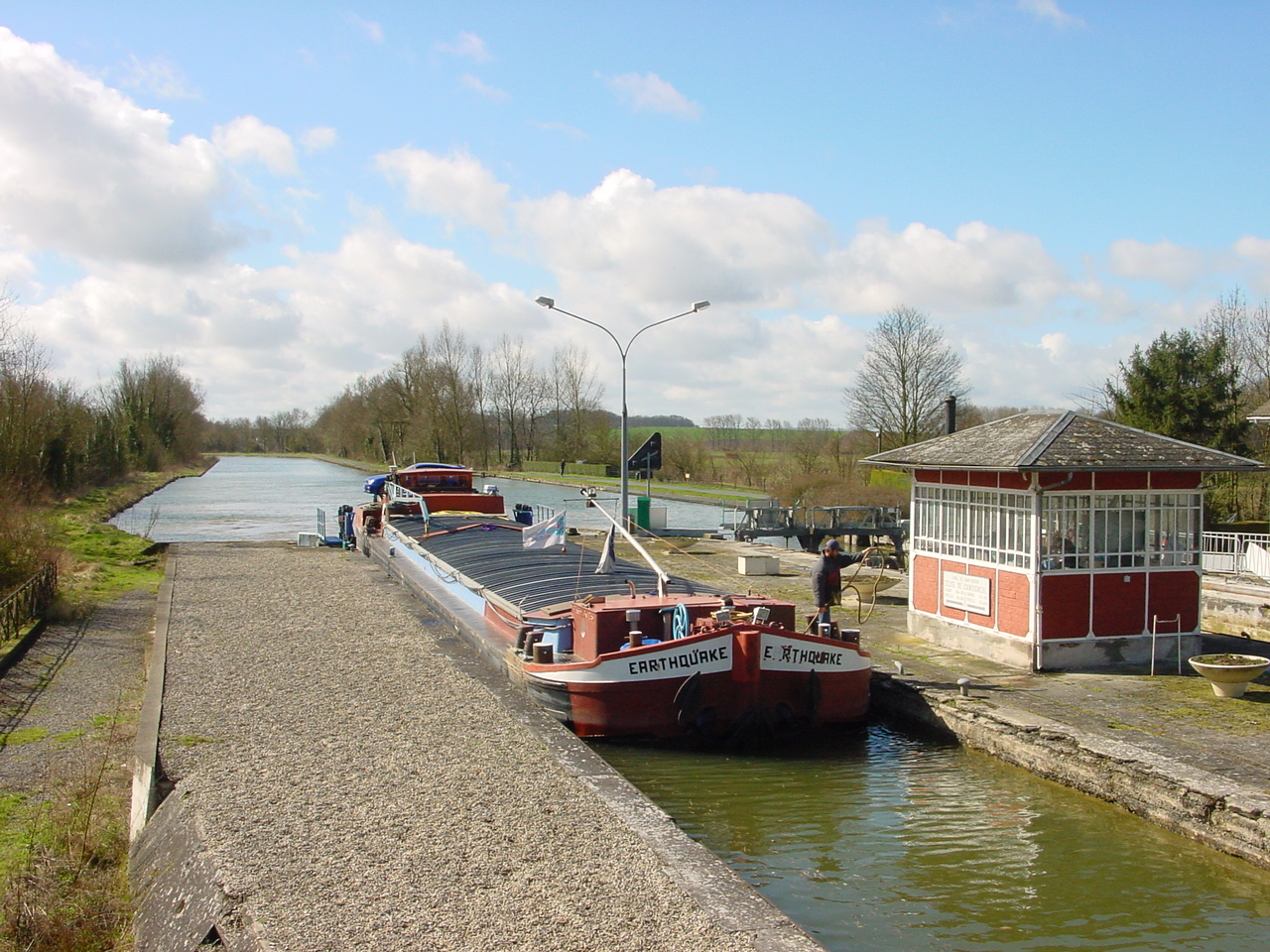
Loď typu Peniche o rozměrech 38,5 × 5,05 metrů na kanálu St-Quentin

Vodní cesty třídy I (západně od Labe) jsou malé vodní cesty, odpovídající parametry starým francouzským průplavům Freycinetova gabaritu. Tyto vodní cesty se stavěly od 70. let 19. století ve Francii, Belgii a Nizozemí, a ve své době tvořily rozsáhlou dopravní síť. Jen ve Francii se do dnešní doby zachovalo kolem 5300 km těchto vodních cest a ještě roku 2001 realizovaly 23% přepravního výkonu francouzské plavby.
Návrhovým plavidlem pro tuto třídu je loď typu Péniche s rozměry 38,5 × 5,05 metrů a při ponoru 1,8 až 2,2 metrů nosností 250 až 400 tun.
Vodní cesty této třídy:
- průplav Marna–Rýn
- původní Canal du Centre (Belgie) (se 4 pístovými lodními zdvihadly)
- průplav Saint-Quentin

Vodní cesty třídy I (východně od Labe) jsou vodní cesty o něco vyšších parametrů, odpovídajících minimálně průplavu Finow, nejstarší dosud splavné vodní cestě v Německu. Současný průplav Finow byl postaven v letech 1743 až 1746 jako druhá generace vodních cest spojujících řeky Odra a Havola, a dnes je využíván pouze pro rekreační plavbu. Jeho plavební komory disponují rozměry 41 × 5,2 metrů.
Návrhovým plavidlem pro tuto třídu je loď typu Gross Finow s rozměry 41 × 4,7 metrů s nosností 180 tun při ponoru 1,6 metrů.
Vodní cesty této třídy:
- průplav Finow
- Střední Vltava

### Třída II

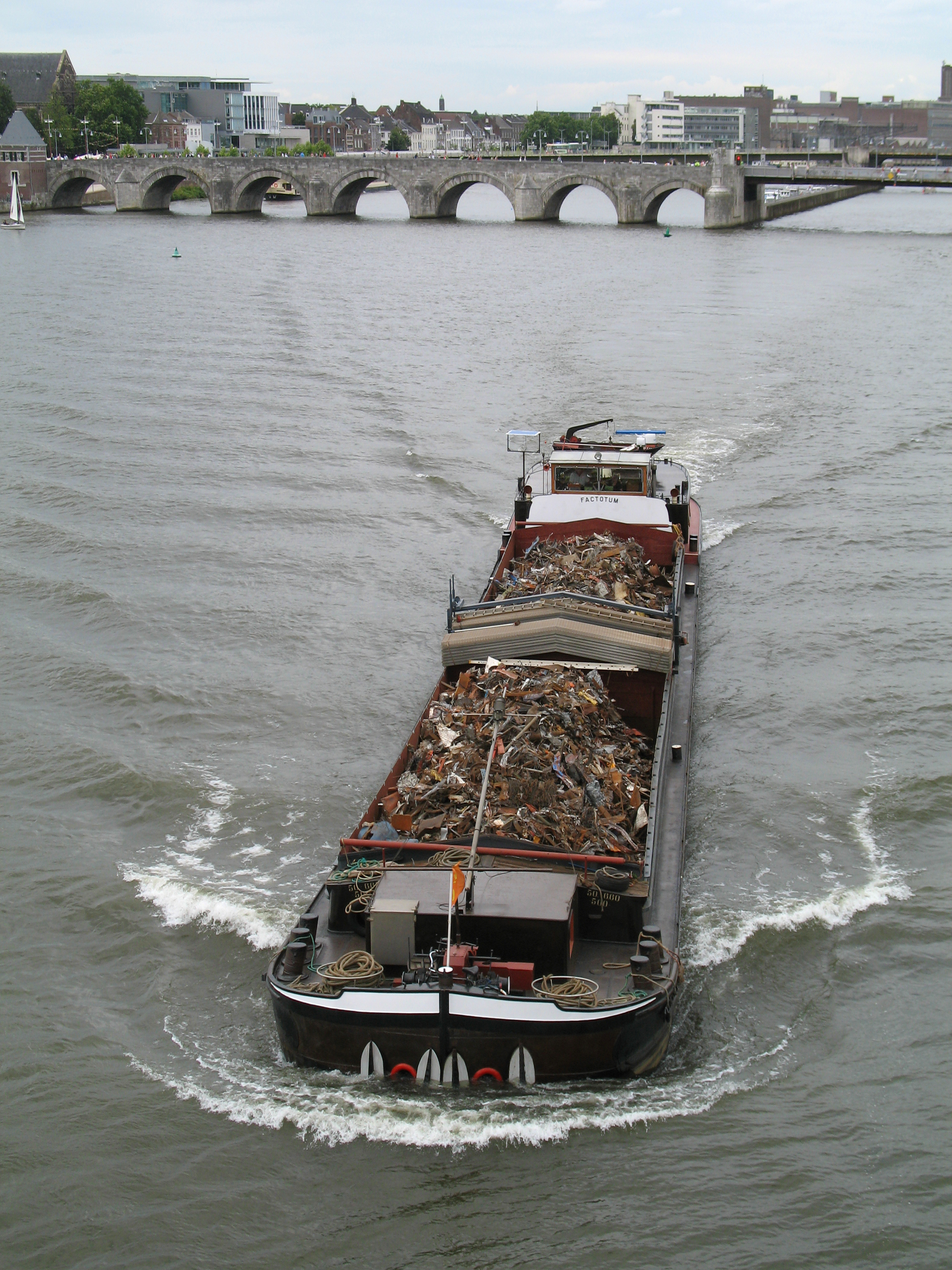
Loď typu Kempenaar o rozměrech 49,95 × 6,57 metrů v Maastrichtu na řece Máze

Vodní cesty třídy II (západně od Labe) jsou vodní cesty svými parametry odpovídající původní vodocestné síti v oblasti Kempen mezi řekami Šeldou a Mázou (resp. městy Antverpy a Maastricht) na pomezí Belgie a Nizozemí. Tato vodocestná síť byla stavěna postupně v letech 1823 až 1874 pro lodě jednotných parametrů, zvaných podle názvu oblasti Kempenaar.
Návrhovým plavidlem pro tuto třídu je loď typu Kempenaar s rozměry 50 × 6,6 metrů, při ponoru 2,2 metrů s nosností 600 tun, ale při rekonstrukcích vodních cest této třídy je doporučeno zvýšit maximální délku plavebních komor na 55 metrů.
Vodní cesty této třídy:
- průplav Zuid Willemsvaart (Jižní Wiliemův průplav)
- průplav Kempen
- řeka Aller od Celle po Verden

Vodní cesty třídy II (východně od Labe) jsou vodní cesty svými parametry umožňující proplavení polské nákladní motorové lodě (Barka Motorowa) BM 500, stavěné koncem 50. let 20. století pro řeky Odru, Vislu a přilehlé vodní cesty. Pro tyto lodě je splavná většina polských vodních cest, včetně spojovacích průplavů mezi Odrou a Vislou nebo první generace plavebních komor na kanalizované části Odry.
Návrhovým plavidlem pro tuto třídu je motorová nákladní loď BM 500 s rozměry 57 × 7,5 metrů a nosností 500 tun při ponoru 1,6 metrů. Při rekonstrukcích je doporučeno zvýšit minimální šířku plavebních komor na 9 metrů (shodně s místní třídou III).
Vodní cesty této třídy:
- řeka Warta
- řeka Noteč

### Třída III
Vodní cesty třídy III (západně od Labe) jsou vodní cesty svými parametry odpovídající původnímu průplavu Dortmund–Emže, otevřenému roku 1899 jako spojnice Německého Porúří se severoněmeckým přístavem Emden. Původní plavební komory a svislé plovákové zdvihadlo u Hendrichenburgu měly užitné rozměry 67 × 8,2 metrů.
Návrhovým plavidlem pro tuto třídu je loď typu Gustav Koenigs s rozměry 67 × 8,2 metrů a při ponoru 2,5 metrů s nosností 1000 tun. Při rekonstrukci vodních cest třídy III je doporučeno zvýšit maximální délku plavebních komor na 80 metrů.
Vodní cesty této třídy:
- průplav Dortmund–Emže – první generace

Vodní cesty třídy III (východně od Labe) jsou vodní cesty umožňující proplavení minimálně návrhového plavidla pro třídu III západně od Labe, s požadavkem na zvýšení parametrů při budoucích rekonstrukcích na délku 70 metrů a šířku 9 metrů.
Evropskou konferencí ministrů dopravy (CEMT) nebylo určeno návrhové plavidlo pro tuto třídu, ale požadované cílové parametry vodní cesty této kategorie odpovídají polské motorové lodi BM 600 z roku 1966, určené pro plavbu na Odře a západoevropských vodních cestách.
Vodní cesty této třídy:
- Hlivický průplav

## Vodní cesty mezinárodního významu
Vodní cesty mezinárodního významu, s výjimkou historické třídy IV, umožňují proplavení větších lodí nebo sestav o délce 95 až 110 metrů a šířce 11,4 metrů. Při jejich klasifikaci se, na rozdíl od regionálních vodních cest, důsledně uplatňuje modulární princip, kdy se předpokládá složení tlačné sestavy z jedné nebo více standardních jednotek (plavidel) a jednoho tlačného remorkéru, přičemž jako návrhové plavidlo pro jednu jednotku sloužil tehdy nejrozšířenější rýnský tlačný člun Evropa II s rozměry 76,5 × 11,4 metrů s ponorem od 2,5 do 4,5 metrů, jehož parametry jsou vhodné pro přepravu standardních kontejnerů. Pro třídy V až VII tedy platí, že vodní cesta vyšší kategorie je schopna najednou proplavit sestavu obsahující dvě nebo více jednotek odpovídající vodní cestě kategorie nižší, včetně jednoho remorkéru tlačícího sestavu.
Pro parametry plavební dráhy a plavebních komor (především šířku) je rozhodující jestli jsou jednotky v sestavě uspořádány za sebou nebo vedle sebe. Proto byly u této skupiny vodních cest ještě zavedeny podtřídy, určující parametry plavební dráhy podle uspořádání sestavy. Tyto podtřídy se označují malým písmenem hned za označením třídy. (např. Va, Vb).
Minimální podjezdná výška mostů nad vodními cestami mezinárodního významu je dána hodnotou 5,25 metrů. Tato hodnota umožňuje přepravu kontejnerů ve dvou vrstvách nad sebou. Pro přepravu kontejnerů ve 3 vrstvách je vyžadována podjezdná výška 7 metrů, pro 4 vrstvy pak 9,10 metrů.

### Třída IV

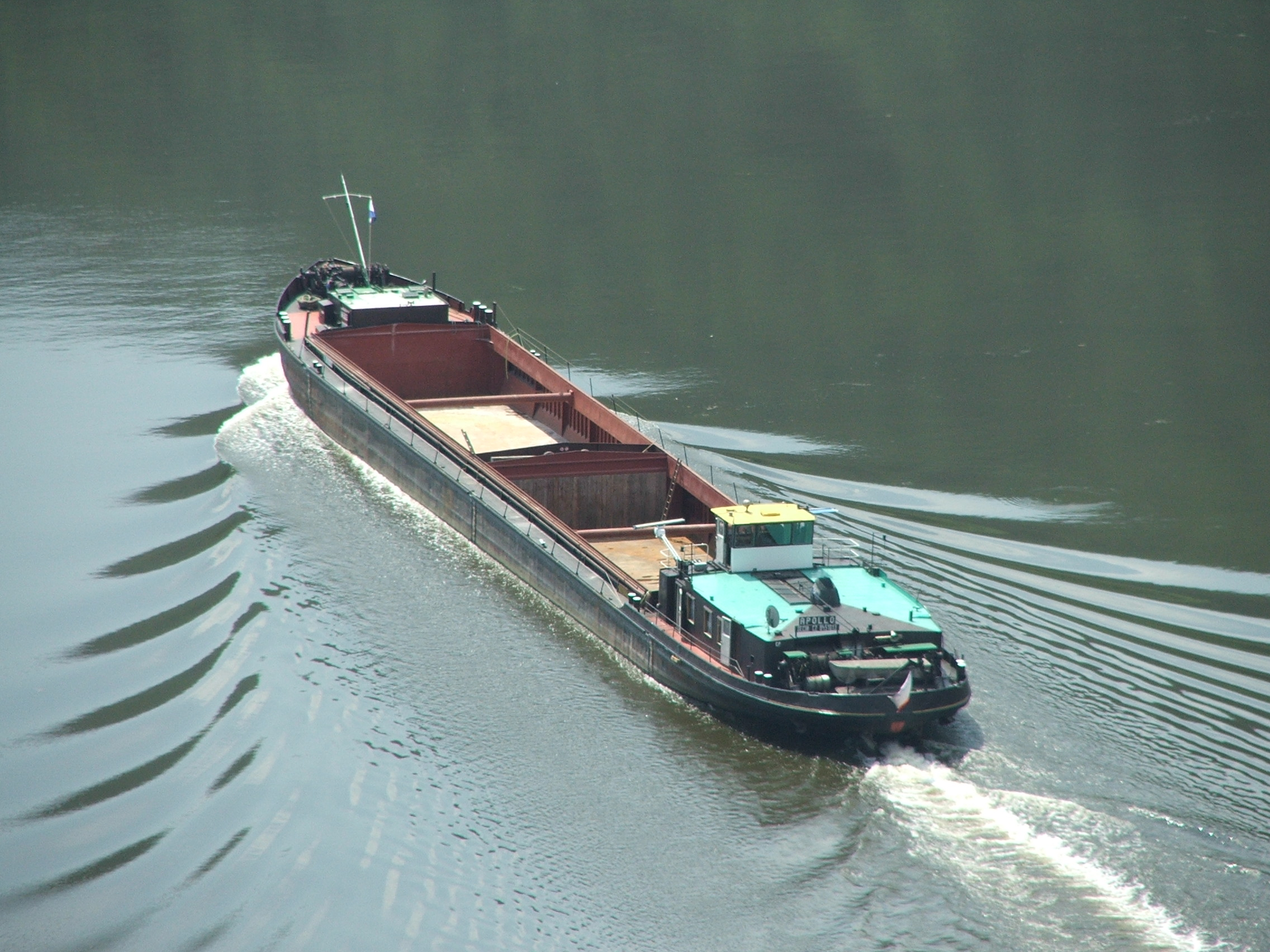
NML Labe o rozměrech 80 × 9,5 metrů na Labi u Střekova

Vodní cesta s nejskromnějšími parametry, vyhovujícími k zařazení do kategorie vodních cest mezinárodního významu. Vodní cesty této kategorie byly stavěny od počátku 20. století především v Německu. Parametry plavidel pro tuto třídu vycházejí z parametrů plavidel, navržených pro průplav Rýn–Herne, postavený v letech 1906–1914 v Německu. Na základě doporučení CEMT z roku 1954 se třída IV stala základem rozvoje plavební sítě v Evropě. V dnešní době se již nepovažuje za perspektivní a je doporučeno při rekonstrukcích zvýšit parametry takovýchto vodních cest alespoň na třídu Va.
Návrhovým plavidlem pro tuto třídu je motorová nákladní loď Johann Welker s rozměry 80 × 9,5 metrů s nosností 1350 tun při ponoru 2,5 metrů.
Vodní cesty této třídy:
- Střední Labe od Přelouče po Mělník
- Vltava od Třebenic po Mělník
- průplav Havola–Odra
- řeka Saala od Halle po ústí do Labe

### Třída Va

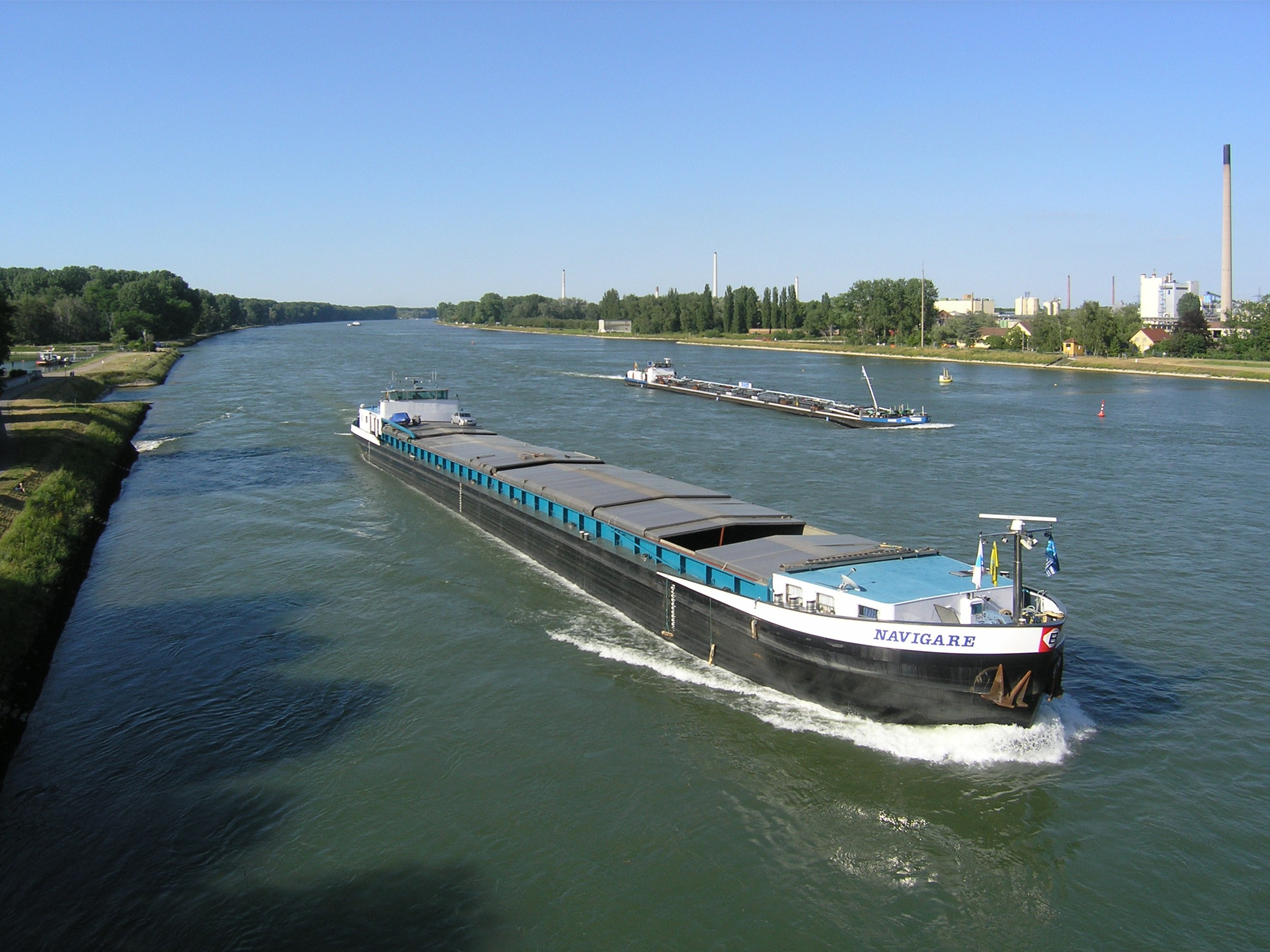
Nákladní loď „Navigare“ o rozměrech 105,5 × 11,07 s metrů na Rýně u Karlsruhe.

Vodní cesta umožňující proplavení velkých rýnských lodí třídy Europaschiff nebo sestavy jednoho standardního tlačného člunu typu Evropa II s remorkérem, o celkových rozměrech 110 × 11,4 metrů s nosností až 208 TEU respektive 1600 až 3000 tun při ponoru 2,5 až 4,5 metrů. K zařazení vodní cesty do této kategorie postačí povolená délka soulodí minimálně 95 metrů, ale u nových nebo rekonstruovaných vodních cest této třídy je vyžadováno její zvýšení na standardních 110 metrů.
V současné době se tato kategorie považuje za standard pro modernizaci evropské plavební sítě, ale pokud má být vodní cesta této kategorie efektivně využitelná pro kontejnerové přepravy, musí umožňovat přepravu kontejnerů ve 3 vrstvách, což odpovídá podjezdné výšce mostů minimálně 7 metrů. Proto je v evropské vodocestné síti mnohem běžnější třída Vb, která krom poloměru oblouků a délky plavebních komor vyžaduje stejné parametry plavební dráhy jako třída Va, ale pro efektivní kontejnerové přepravy vyhoví již podjezdnou výškou 5,25 metrů, díky možnosti rozložení nákladu do dvou tlačných člunů zařazených za sebou.
Vodní cesty této třídy:
- řeka Labe od Mělníka po Wittenberge
- řeka Neckar od Plochingenu po ústí do Rýna
- řeka Mohan od vyůstění průplavu Rýn–Mohan–Dunaj po Lengfurt (bude zvýšeno na Vb)

### Třída Vb

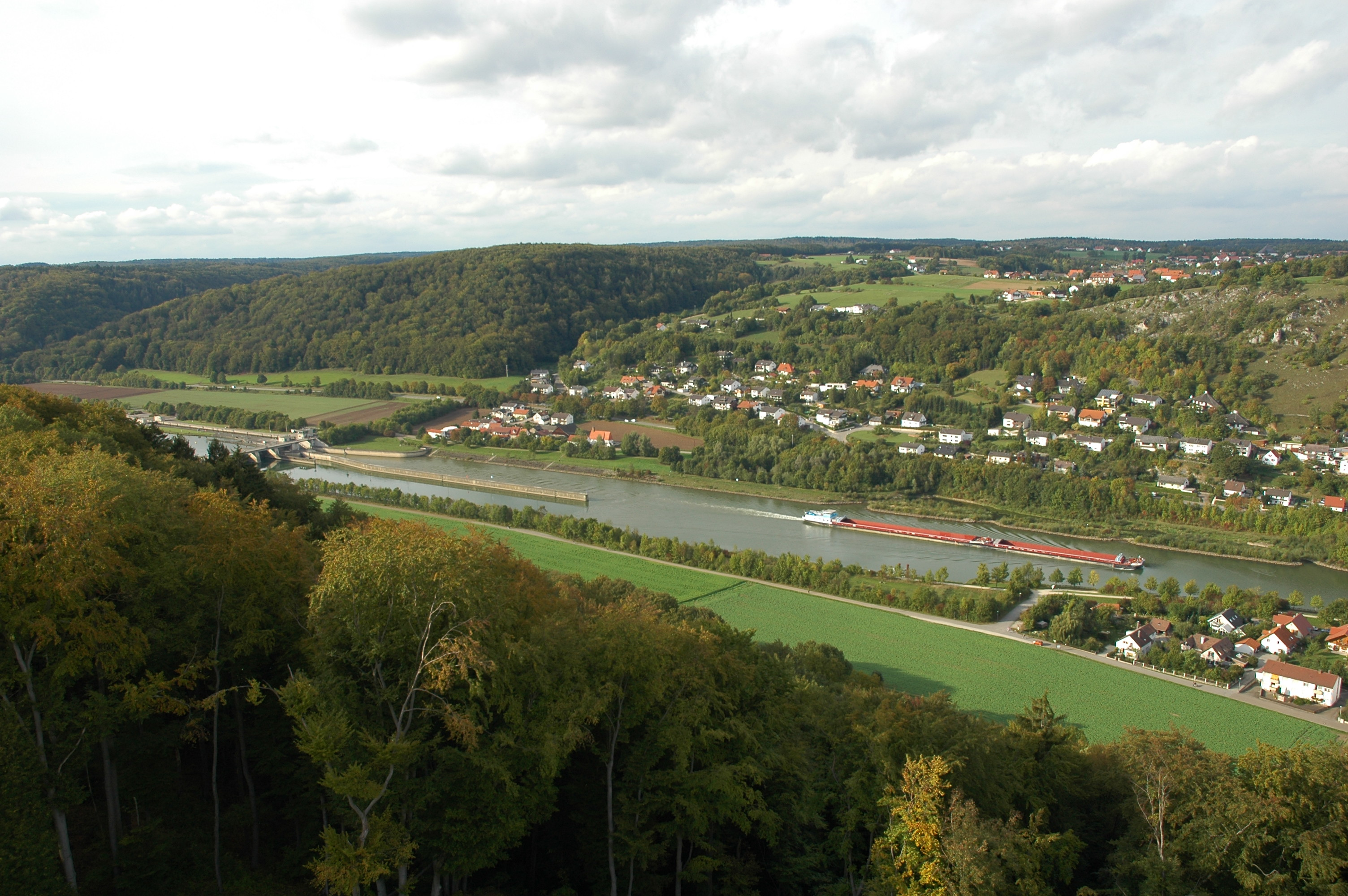
Tlačná sestava odpovídající třídě Vb na průplavu Rýn–Mohan–Dunaj u Kelhaimu.

Vodní cesta umožňující proplavení sestavy dvou standardních tlačných člunů typu Evropa II řazených za sebou, včetně tlačného remorkéru. Celkové maximální rozměry soupravy jsou 185 × 11,4 metrů a nosnost 3200 až 6000 tun při ponoru 2,5 až 4,5 metrů. Taková vodní cesta je splavná také pro velké rýnské lodě typu WINDECK s rozměry 135 × 11,4 metrů a nosností 268 TEU.
Tato kategorie vyžaduje minimální povolenou podjezdnou výšku 5,25 metrů, která je považována za minimální pro vodní cestu vhodnou k ekonomické přepravě kontejnerů tam, kde není možno dosáhnout podjezdnou výšku mostů 7 metrů.
V této třídě je projektována většina nově budovaných a plánovaných vodních cest v Evropě. Parametry plavební dráhy jsou v přímém směru shodné jako u kategorie Va, pouze se vyžaduje větší poloměr oblouků a delší plavební komory. Minimální délka soulodí pro zařazení vodní cesty této kategorie je 172 metrů, přičemž u nových nebo rekonstruovaných cest je vyžadována minimální délka 185 metrů.
Vodní cesty této třídy:
- průplav Rýn–Mohan–Dunaj
- Labský laterální průplav
- řeka Mohan od Lengfurtu po ústí do Rýna
- řeka Mosela
- Průplav Seina – severní Evropa – ve výstavbě
- průplav Dunaj–Odra–Labe – projekt

### Třída VIa

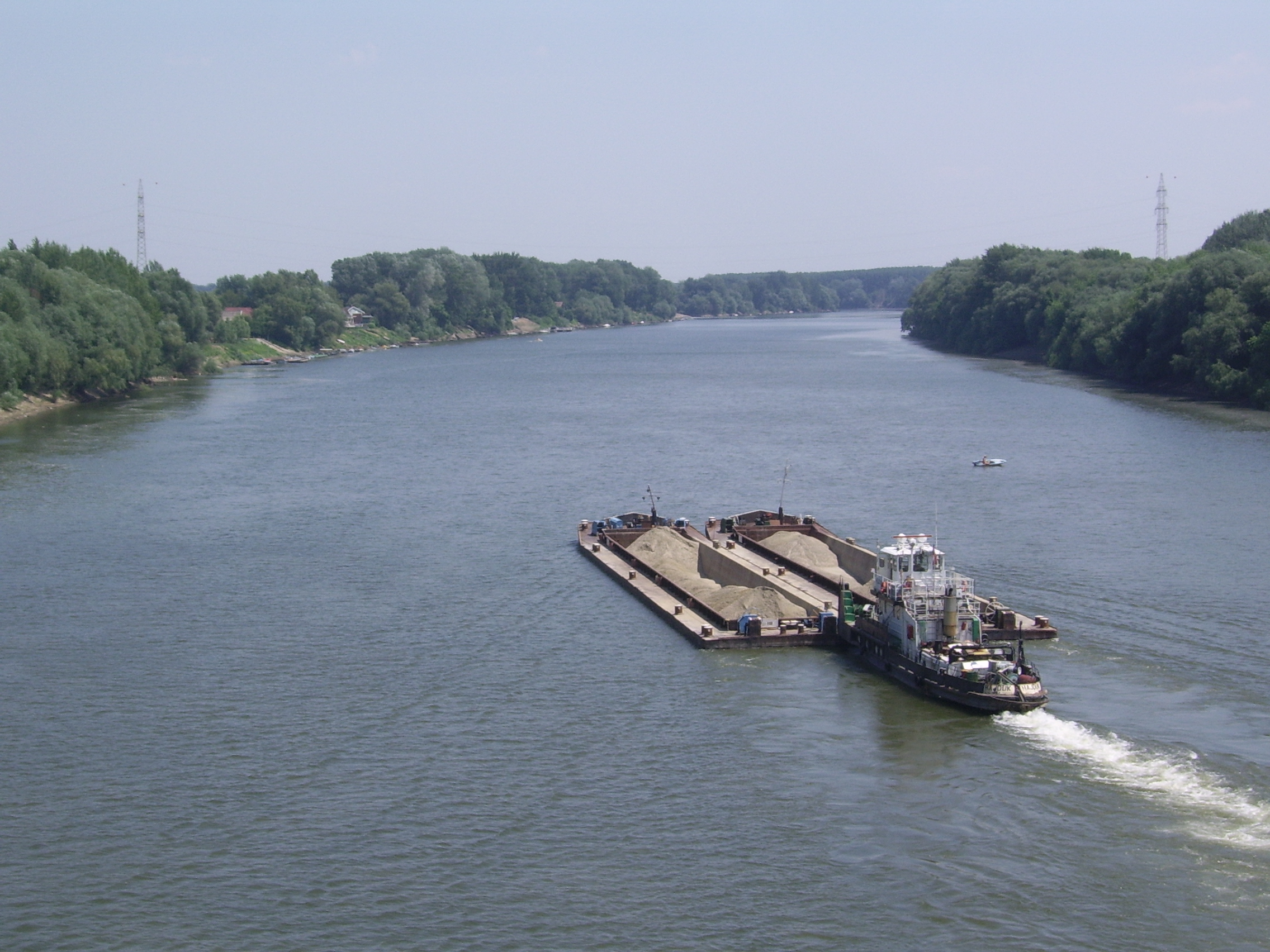
Tlačná sestava dvou člunů vedle sebe v Segedínu na řece Tisa (Maďarsko).

Vodní cesta umožňující proplavení sestavy dvou standardních tlačných člunů typu Evropa II řazených vedle sebe, včetně tlačného remorkéru. Celkové maximální rozměry sestavy jsou 110 × 22,8 metrů a nosnost shodná s třídou Vb, tedy 3200 až 6000 tun při ponoru 2,5 až 4,5 metrů.
Tato kategorie vyžaduje minimální povolenou podjezdnou výšku 7 metrů, která umožňuje přepravu kontejnerů ve 3 vrstvách. Pro případnou dopravu kontejnerů ve 4 vrstvách je předepsána podjezdná výška 9,10 metrů.
Kategorie VIa není v síti evropských vodních cest obvyklá. Vyskytuje se prakticky na přirozených vodních tocích, kde není možno dodržet minimální poloměr oblouků plavební dráhy odpovídající řazení tlačných člunů 2 × 2 dle kategorie VIb. Jistou výhodou je přístupnost takových vodních cest i pro nestandardně široké motorové lodě, používané na velkých přirozených řekách např. na Dunaji (šířka 18 metrů), ale délka soulodí pouze 110 metrů je limitující.
Vodní cesty této třídy:
- řeka Váh v úseku od Seredě po ústí do Dunaje
- řeka Dunaj v úseku Straubing – Vilshofen (bude zvýšeno na VIb)

### Třída VIb
Vodní cesta umožňující proplavení sestavy čtyř standardních tlačných člunů typu Evropa II řazených ve formaci 2 × 2, včetně tlačného remorkéru. Celkové maximální rozměry soupravy jsou 195 × 22,8 metrů a nosnost 6400 až 12000 tun při ponoru 2,5 až 4,5 metrů. Taková vodní cesta je dostupná i největším vnitrozemským motorovým lodím. Pro zařazení vodní cesty do této kategorie postačí minimální délka soulodí 185 metrů, přičemž při rekonstrukcích nebo budování nových vodních cest této kategorie je vyžadována minimální délka 195 metrů.
Tato kategorie vyžaduje minimální povolenou podjezdnou výšku 7 metrů, která umožňuje přepravu kontejnerů ve 3 vrstvách. Pro případnou dopravu kontejnerů ve 4 vrstvách je předepsána podjezdná výška 9,10 metrů.
Kategorie VIb se vyskytuje především na velkých evropských řekách.
Vodní cesty této třídy:
- řeka Rýn od Basileje po Bad Salzig
- řeka Dunaj od Řezna po Vídeň ( zatím mimo úseku Straubing – Vilshofen)
- řeka Labe v úseku od Wittenberge po ústí do Severního moře
- Kielský průplav

### Třída VIc

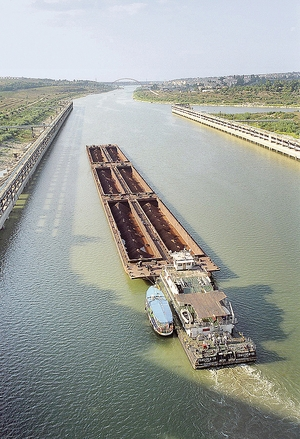
Tlačná sestava odpovídající třídě VIc s řazením 3 × 2 na průplavu Dunaj - Černé moře v Rumunsku

Vodní cesta umožňující proplavení sestavy šesti standardních tlačných člunů typu Evropa II řazených ve formaci 2 × 3 nebo 3 × 2, včetně tlačného remorkéru. Souprava má nosnost 9600 až 18000 tun při ponoru 2,5 až 4,5 metrů a minimální povolená podjezdná výška mostů na této vodní cestě je 9,10 metrů, umožňující přepravu kontejnerů ve 4 vrstvách.
Pro uspořádání člunů ve třech dvojicích za sebou (3 × 2) jsou celkové rozměry soupravy 280 × 22,8 metrů. Pro zařazení vodní cesty do této kategorie postačí minimální délka soulodí 270 metrů.
Pro uspořádání člunů ve dvou trojicích za sebou (2 × 3) jsou celkové rozměry soupravy 200 × 34,2 metrů. Pro zařazení vodní cesty do této kategorie postačí minimální délka soulodí 195 metrů nebo jeho minimální šířka 33 metrů.
Tato kategorie vodních cest se v Evropě vyskytuje na Rýně a středním toku Dunaje.
Vodní cesty této třídy:
- řeka Rýn od Bad Salzigu
- řeka Dunaj od Vídně po Bratislavu
- průplav Dunaj-Černé moře

### Třída VII
Třída VII je souhrnná třída, do které náleží nejkapacitnější vodní cesty umožňující proplavení největších lodí a sestav, včetně menších námořních lodí. Pro zařazení do této kategorie je vyžadováno minimálně proplavení sestavy devíti standardních tlačných člunů typu Evropa II řazených ve formaci 3 × 3, včetně tlačného remorkéru, o celkové délce 280 metrů a šířce 34,2 metrů. Taková souprava má minimální nosnost 14 500 až 27 000 tun při ponoru 2,5 až 4,5 metrů a na těchto vodních cestách je vyžadována minimální podjezdná výška mostů 9,10 metrů, umožňující přepravu kontejnerů ve 4 vrstvách.
Pro zařazení existujících vodních cest do této kategorie se tolerují vodní cesty s šířkou omezenou na 33 metrů.
Do této kategorie jsou zařazovány i ty největší vnitrozemské vodní cesty a najdeme ji především na dolních tocích velkých řek.
Vodní cesty této třídy:
- řeka Dunaj od Bratislavy po ústí do Černého moře

## Tabulkový přehled
| Kategorie | Vzorové plavidlo | Délka L[m] | Šířka B[m] | Ponor d[m] | Nosnost T[t] | P.výška H[m] |
| --------- | ---------------- | ---------- | ---------- | ---------- | ------------ | ------------ |
| I         | Péniche          | 38,5       | 5,05       | 1,8 – 2,2  | 250 – 400    | 4            |
| II        | Kampenaar        | 50 – 55    | 6,6        | 2,5        | 400 – 650    | 4 – 5        |
| III       | Gustav Koenigs   | 67 – 80    | 8,2        | 2,5        | 650 – 1000   | 4 – 5        |

| Kategorie | Vzorové plavidlo | Délka L[m] | Šířka B[m] | Ponor d[m] | Nosnost T[t] | P.výška H[m] |
| --------- | ---------------- | ---------- | ---------- | ---------- | ------------ | ------------ |
| I         | Gross Finow      | 41         | 4,7        | 1,6        | 180          | 3            |
| II        | BM 500           | 57         | 7,5 – 9    | 1,6        | 500 – 630    | 3            |
| III       |                  | 67 – 70    | 8,2 – 9    | 1,6 – 2,0  | 470 – 700    | 4            |

| Kategorie | Motorové nákladní lodě | Motorové nákladní lodě | Motorové nákladní lodě | Motorové nákladní lodě | Motorové nákladní lodě | Tlačné sestavy                         | Tlačné sestavy | Tlačné sestavy | Tlačné sestavy | Tlačné sestavy | Podjezdná výška H[m]  |
| Kategorie | Vzorové plavidlo       | Délka L[m]             | Šířka B[m]             | Ponor d[m]             | Nosnost T[t]           | Vzorové plavidlo                       | Délka L[m]     | Šířka B[m]     | Ponor d[m]     | Nosnost T[t]   | Podjezdná výška H[m]  |
| --------- | ---------------------- | ---------------------- | ---------------------- | ---------------------- | ---------------------- | -------------------------------------- | -------------- | -------------- | -------------- | -------------- | --------------------- |
| IV        | Johan Welker           | 80 – 85                | 9,5                    | 2,5                    | 1000 – 1500            | menší člun s remorkérem                | 85             | 9,5            | 2,5 – 2,8      | 1250 – 1450    | 5,25 nebo 7           |
| Va        | Velké rýnské lodě      | 95 – 110               | 11,4                   | 2,5 – 2,8              | 1500 – 2000            | standardní člun Evropa II s remorkérem | 95 – 110       | 11,4           | 2,5 – 4,5      | 1600 – 3000    | 5,25 nebo 7 nebo 9,10 |
| Vb        |                        |                        |                        |                        |                        | souprava se 2 čluny za sebou           | 172 – 185      | 11,4           | 2,5 – 4,5      | 3200 – 6000    | 5,25 nebo 7 nebo 9,10 |
| VIa       |                        |                        |                        |                        |                        | souprava s 2 čluny vedle sebe          | 95 – 110       | 22,8           | 2,5 – 4,5      | 3200 – 6000    | 7 nebo 9,10           |
| VIb       |                        | 140                    | 15                     | 3,9                    |                        | souprava se 4 čluny 2 × 2              | 185 – 195      | 22,8           | 2,5 – 4,5      | 6400 – 12000   | 7 nebo 9,10           |
| VIc       |                        |                        |                        |                        |                        | souprava se 6 čluny 3 × 2              | 270 – 280      | 22,8           | 2,5 – 4,5      | 9600 – 18000   | 9,10                  |
| VIc       |                        |                        |                        |                        |                        | souprava se 6 čluny 2 × 3              | 195 – 200      | 33 – 34,2      | 2,5 – 4,5      | 9600 – 18000   | 9,10                  |
| VII       |                        |                        |                        |                        |                        | souprava se 9 čluny 3 × 3              | 285            | 33 – 34,2      | 2,5 – 4,5      | 14500 – 27000  | 9,10                  |